# A Good Year
A Good Year é um filme de comédia romântica britânico-estadunidense de 2006, dirigido e produzido por Ridley Scott baseado no livro homônimo escrito por Peter Mayle.

## Enredo
O jovem Max Skinner passa suas férias no vinhedo de seu tio Henry, no sudeste da França, aprendendo sobre a vida. Vinte e cinco anos se passaram e agora, no presente, Skinner é um atirado investidor de negócios extremamente radical, cuja ética ficou para trás há tempos. Recebe então uma correspondência vinda da França, informando sobre a morte de seu tio e - na falta de descendentes - sua vontade de que Max herdasse a propriedade francesa.
Mais interessado nos louros que colhe com seu trabalho e na inveja que causa nos demais, Max viaja à França sem qualquer apego ao passado, decidido em vender a propriedade o mais rápido possível. Lá acaba envolvendo-se num imprevisto e não consegue voltar a tempo para Londres, onde tinha uma reunião marcada com Sir Nigel, o diretor-executivo da companhia para qual ele trabalha. Nigel não aceita a falta ao compromisso e suspende Max por uma semana dos negócios, forçando-o a ficar na França para resolver os assuntos relativos à venda. Então ele aproxima-se dos criados da propriedade, Francis e Ludivine Duflot, que cuidam da produção de vinho e da manutenção geral da casa e do vinhedo. Também encontra tempo para ir atrás de Fanny Chenal, uma misteriosa moça bonita que ele quase atropelou no caminho para a casa de seu tio e que não o ajudou a sair de uma piscina vazia - já na propriedade - causando seu atraso no retorno à Inglaterra.
Skinner vai, aos poucos, redescobrindo os encantos do lugar e tomando lições de ética e caráter no convívio diário com os Duflot e outros personagens. No fim retorna à Londres para a reunião com Sir Nigel que - ciente de seu potencial - lhe oferece sociedade na companhia ou uma bela soma para deixar os negócios e não se afiliar com ninguém; inclusive os concorrentes. Skinner, ciente da paixão de Nigel por artes, pergunta-lhe sobre um quadro de Van Gogh, que Nigel diz ser uma cópia, pois o original fica guardado num cofre. Então Skinner questiona se Nigel faz visitas noturnas ao cofre para ver o original ou se apenas aprecia a cópia, numa clara alusão sobre aproveitar a vida, de fato. Max declina a oferta e vai viver na França, tendo reencontrado os verdadeiros valores sobre si próprio.

## Elenco
- Russell Crowe - Max Skinner (adulto)
- Albert Finney - tio Henry
- Marion Cotillard - Fanny Chenal
- Abbie Cornish - Christie Roberts
- Didier Bourdon - Francis Duflot
- Isabelle Candelier - Ludivine Duflot
- Freddie Highmore - Max Skinner (jovem)
- Tom Hollander - Charlie Willis
- Rafe Spall - Kenny
- Richard Coyle - Amis
- Archie Panjabi - Gemma
- Kenneth Cranham - Sir Nigel

## Produção
Filmado em Londres, Inglaterra e Bonnieux, Cucuron, Gordes, Marselha e Avignon, na França.

## Recepção
No consenso do agregador de críticas Rotten Tomatoes diz que o filme "é um bom exemplo de um diretor e ator de alto nível fora de seus elementos, em uma comédia romântica sentimental sem charme e humor". Na pontuação onde a equipe do site categoriza as opiniões da grande mídia e da mídia independente apenas como positivas ou negativas, o filme tem um índice de aprovação de 25% calculado com base em 134 comentários dos críticos. Por comparação, com as mesmas opiniões sendo calculadas usando uma média aritmética ponderada, a nota alcançada é 4,8/10.
Em outro agregador, o Metacritic, que calcula as notas das opiniões usando somente uma média aritmética ponderada de determinados veículos de comunicação em maior parte da grande mídia, tem uma pontuação de 47/100, alcançada com base em 33 avaliações da imprensa anexadas no site, com a indicação de "revisões mistas ou neutras".

## Trilha Sonora
Utiliza contribuições de Marc Streitenfeld e Hans Zimmer, além de canções de diversos nomes famosos, com destaque para Alizée, Jean Sablon, Tino Rossi, Charles Trenet e Edmundo Ros.